# ルイージ・ディ・サヴォイア・ドゥーカ・デッリ・アブルッツィ (軽巡洋艦)
ルイージ・ディ・サヴォイア・ドゥーカ・デッリ・アブルッツィ（Luigi di Savoia Duca degli Abruzzi）はイタリア海軍の軽巡洋艦。ルイージ・ディ・サヴォイア・ドゥーカ・デッリ・アブルッツィ級のネームシップ。艦名はイタリアの王族で登山家、探検家であるアブルッツィ公（ドゥーカ・デッリ・アブルッツィ）ルイージ・アメデーオ・ディ・サヴォイア＝アオスタに因む。

## 艦歴

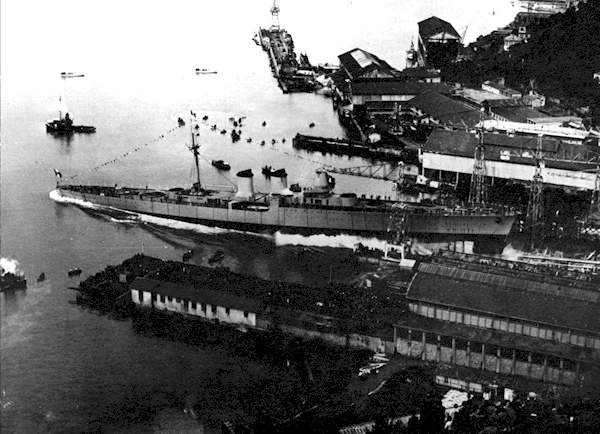
進水したルイージ・ディ・サヴォイア・ドゥーカ・デッリ・アブルッツィ。

ルイージ・ディ・サヴォイア・ドゥーカ・デッリ・アブルッツィは、命名元の死去と同年の1933年12月28日にラ・スペツィアのOTO社で起工、1936年4月21日に進水し1937年12月1日に竣工した。アブルッツィは1937年の公試中に、8,635トンの軽荷状態で34.78ノット、103,991馬力を記録した。
ルイージ・ディ・サヴォイア・ドゥーカ・デッリ・アブルッツィは、姉妹艦ジュゼッペ・ガリバルディと共に第8戦隊（VIII Divisione）第1分隊を構成した。以降は1938年のスペイン内戦でいくつかの活動を行った後、1939年にポルトガルを訪問。それからアブルッツィは第8戦隊旗艦となった。
ルイージ・ディ・サヴォイア・ドゥーカ・デッリ・アブルッツィの最初の本格的な軍事行動は、1939年4月のイタリアのアルバニア侵攻であった。アブルッツィは僚艦ジュゼッペ・ガリバルディ、4隻のザラ級重巡洋艦、駆逐艦13隻、水雷艇14隻その他艦艇と共に、アルトゥッロ・リカルディ提督麾下のイタリア艦隊の1隻としてアルバニアに上陸するイタリア陸軍の兵員11,300名と戦車130両、装備品を上陸させたが、アルバニア側の抵抗は極めて微弱であり、目ぼしい活動といえばドゥラスとサランダに主砲の数斉射を行った程度であった。イタリア軍はほとんど抵抗なくアルバニア全土を占領し、国王ゾグー1世は亡命を余儀なくされた。

### 第二次世界大戦
ルイージ・ディ・サヴォイア・ドゥーカ・デッリ・アブルッツィはタラントを拠点にアントニオ・レグナーニ提督の旗艦として、第二次世界大戦を迎えることになった。
大戦中、ルイージ・ディ・サヴォイア・ドゥーカ・デッリ・アブルッツィは姉妹艦ジュゼッペ・ガリバルディと度々行動を共にした。1940年7月9日、2隻はカラブリア沖海戦に参加、続いて9月にはアレキサンドリアからマルタへ兵員輸送を行うハッツ作戦のイギリス海軍輸送船団への攻撃を行うイタリア艦隊に参加した。
1940年12月から1941年3月半ばまでルイージ・ディ・サヴォイア・ドゥーカ・デッリ・アブルッツィはアドリア海で活動し、ギリシャ・イタリア戦争で船団護衛や沿岸砲撃に従事した。3月26日にアブルッツィとガリバルディはブリンディジを出撃してクレタ島近海へ向かい、マタパン岬沖海戦に参加した。しかしこの海戦で2隻が戦闘を行うことはなかった。
1941年5月、ルイージ・ディ・サヴォイア・ドゥーカ・デッリ・アブルッツィとジュゼッペ・ガリバルディは北アフリカ行きの輸送船団護衛に従事した。この任務中にアブルッツィはイギリス海軍の潜水艦アージから雷撃を受けたが命中しなかった。
7月28日、僚艦ジュゼッペ・ガリバルディがイギリス海軍の潜水艦アプホルダーに雷撃されて大破、戦線離脱した。ルイージ・ディ・サヴォイア・ドゥーカ・デッリ・アブルッツィは8月にイギリス海軍のサルデーニャ島空襲作戦ミンスミート作戦の、次いで9月に輸送作戦ハルバード作戦の阻止行動に参加した。11月にガリバルディが復帰してからは、2隻は共に船団護衛任務に戻った。しかし船団護衛に従事中だった11月22日、ルイージ・ディ・サヴォイア・ドゥーカ・デッリ・アブルッツィはマルタ島から発進したイギリス空軍機からの雷撃を受け艦尾を損傷した。
ルイージ・ディ・サヴォイア・ドゥーカ・デッリ・アブルッツィとジュゼッペ・ガリバルディは、ハイファを基地とするイギリス海軍水上艦艇から占領下のギリシャへの海上交通路を防衛する任務に就いた。1942年の終わりにアブルッツィはジェノヴァで大規模な改装に入ったが、この時アブルッツィにはドイツ製のFu.Mo.21/39レーダーが装備された。改装完了後、アブルッツィは再びガリバルディと行動した。
1943年9月8日にイタリアの降伏を迎えると、ジェノヴァに在泊していたルイージ・ディ・サヴォイア・ドゥーカ・デッリ・アブルッツィとジュゼッペ・ガリバルディ、エマヌエレ・フィリベルト・デュカ・ダオスタ、水雷艇リブラは直ちに出港してラ・スペツィアから来たカルロ・ベルガミニ提督の旗艦戦艦ローマ以下主力艦艇らと合流し、連合軍へ投降すべくマルタ島へ向かった。途中でローマがドイツ空軍の空襲により爆沈してしまったものの、アブルッツィはタラントからの艦艇と合わせて無事にマルタ島へ到着することができた。
その後ルイージ・ディ・サヴォイア・ドゥーカ・デッリ・アブルッツィらは連合軍側で活動することになり、アブルッツィとエマヌエレ・フィリベルト・デュカ・ダオスタはフリータウンを拠点に大西洋中部から南部でドイツ海軍の通商破壊艦に対する哨戒を担当することになった。1943年10月27日にアブルッツィとダオスタはタラントを出発し11月13日にフリータウンへ到着。以降、11月29日から1944年2月7日までに5度の大西洋哨戒を行っている。アブルッツィは1944年4月16日にフリータウンを発ち、4月29日にタラントへ帰着、以降は地中海で終戦まで兵員輸送と練習艦任務に就いた。なお姉妹艦ジュゼッペ・ガリバルディも同様の任務に充てられたが、投入が遅れた結果フリータウンには哨戒活動が終わりかけた1944年3月18日まで到着せず、3月25日にはエマヌエレ・フィリベルト・デュカ・ダオスタと共にすぐにイタリアへ引き返している。

### 戦後

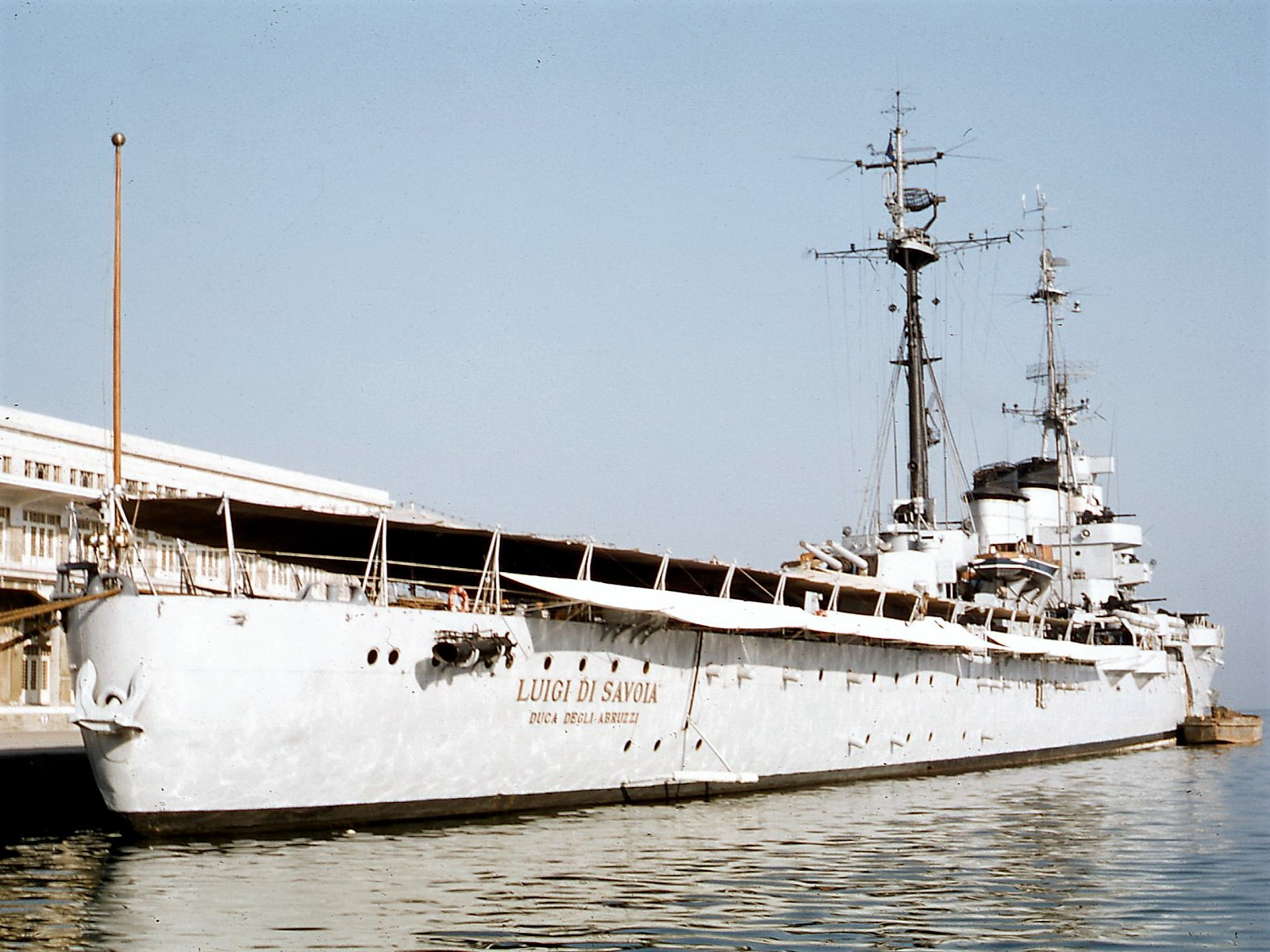
トリエステに停泊するアブルッツィ。1959年。

パリ条約締結後も、ルイージ・ディ・サヴォイア・ドゥーカ・デッリ・アブルッツィとジュゼッペ・ガリバルディの2隻、そしてライモンド・モンテクッコリ、ルイージ・カドルナらはイタリア海軍に保有が許された。
ルイージ・ディ・サヴォイア・ドゥーカ・デッリ・アブルッツィは「亡命の巡洋艦」と呼ばれた。これは亡命するイタリアの王族がアブルッツィに乗艦したことによる。最初は王太子のウンベルト2世に譲位して亡命するヴィットーリオ・エマヌエーレ3世をエジプト王国のアレキサンドリアに運び、続いて王政廃止により国を追われたウンベルト2世の王妃マリーア・ジョゼ・デル・ベルジョを亡命先のポルトガルへ輸送した。
戦後、ルイージ・ディ・サヴォイア・ドゥーカ・デッリ・アブルッツィには293型レーダーがメインマスト頂部に装備された。アブルッツィには1951年から1953年にかけて大規模な改装が実施された。これによってアブルッツィの上部構造物は一新され、三脚楼にはイギリス製のSK42型対空レーダーが装備された。その後これはより近代的なアメリカ製のAN/SPS-6に更新されている。対空火器も更新され、ボフォース 40mm機関砲を四連装で4基、連装で4基の合計24門と10cm連装高角砲を2基4門搭載した。またボイラー2基が撤去されたため、速度は最大28ノットに低下している。
1954年10月26日、トリエステ自由地域の米英軍管理地域（Zone A）がイタリアに併合されたことを受けて、ルイージ・ディ・サヴォイア・ドゥーカ・デッリ・アブルッツィは駆逐艦グラナティエーレ、アルティリエーレ、グレカーレと共に群衆の歓迎を受ける中トリエステ港に入った。11月4日にイタリアのプレゼンスを示すためにルイージ・エイナウディ大統領によってトリエステでパレードが実施され、アブルッツィも他の艦艇と共に参加している。

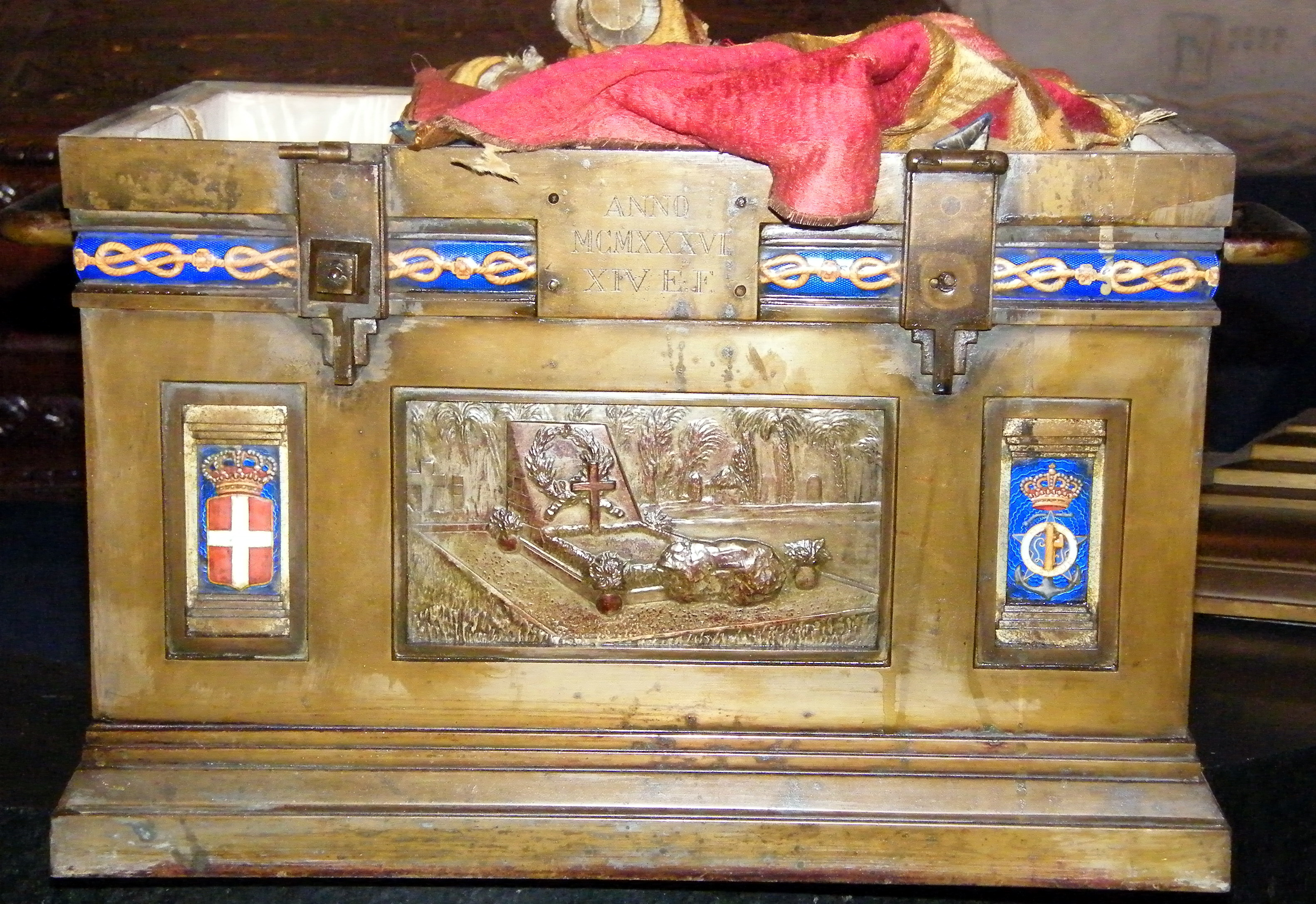
「旗の聖堂」に保存されているアブルッツィの旗。旗が納められた箱は彫刻家ジョルジョ・セラジョッリの手による。

1950年代前半、ルイージ・ディ・サヴォイア・ドゥーカ・デッリ・アブルッツィはイタリア海軍において第一線で運用が継続されている唯一の軽巡洋艦になっていた。ルイージ・カドルナは1951年に退役し、ライモンド・モンテクッコリは練習艦として使用されており、姉妹艦ジュゼッペ・ガリバルディは1953年に予備役となった後に1957年からミサイル巡洋艦への改装が行われていたからである。
1956年に戦艦アンドレア・ドーリアの退役に伴い、ルイージ・ディ・サヴォイア・ドゥーカ・デッリ・アブルッツィはイタリア艦隊旗艦になった。
1961年、ジュゼッペ・ガリバルディの改装が完了したことを受けて、ルイージ・ディ・サヴォイア・ドゥーカ・デッリ・アブルッツィは旗艦の座をガリバルディに譲り、1961年5月1日に除籍され解体された。
首都ローマのヴィットーリオ・エマヌエーレ2世記念堂内にある「旗の聖堂」（Sacrario delle Bandiere）には、ルイージ・ディ・サヴォイア・ドゥーカ・デッリ・アブルッツィの軍艦旗が保存されている。

## 登場作品

### 映画
『巨艦いまだ沈まず』
- アレクサンドリア港攻撃を題材にしたジョン・ミルズ主演のイギリス・イタリア合作映画。退役後のルイージ・ディ・サヴォイア・ドゥーカ・デッリ・アブルッツィがイギリス海軍の戦艦ヴァリアント役で撮影に使用されている[8]。

### ゲーム
『World of Warships』
- イタリアのTier7巡洋艦として実装されている。

『艦隊これくしょん -艦これ-』
- イタリアの軽巡洋艦として実装されている。